# Wielki Bytyń (rezerwat przyrody)
Rezerwat przyrody „Wielki Bytyń” – krajobrazowy rezerwat przyrody w województwie zachodniopomorskim, w powiecie wałeckim, w gminach Mirosławiec, Tuczno i Wałcz, 11 km na zachód od Wałcza.
Obszarowo największy rezerwat przyrody w województwie zachodniopomorskim. Został utworzony na mocy zarządzenia Ministra Ochrony Środowiska i Zasobów Naturalnych z dnia 11 maja 1989, na powierzchni 1826,55 ha. Rozporządzeniem Nr 4/2007 Wojewody Zachodniopomorskiego z dnia 12 stycznia 2007 powiększono go do 1943,45 ha. Obecnie podawana wielkość rezerwatu to 1940,57 ha.
Celem ochrony rezerwatu, według obowiązującego aktu prawnego, jest „zachowanie naturalnej różnorodności biologicznej, zarówno gatunkowej, jak i biocenotycznej, a także naturalnego zróżnicowania krajobrazu rynny jeziora Wielki Bytyń z zatokami, jeziora Betyń Mały, jeziora Bobkowego i Głębokiego oraz otaczających je wysoczyzn morenowych”.
Jezioro Bytyń Wielki położone jest w głębokiej rynnie o urozmaiconej linii brzegowej ze stromymi, urwistymi skarpami o wysokości do 30 m. W dolinach licznych strumieni bagna i torfowiska. Lasy zajmują powierzchnię około 897 ha, w znacznej przewadze tworzą zespoły borów sosnowych i mieszanych z fragmentami buczyn i grądów. Wśród licznych gatunków roślin chronionych osobliwością jest reliktowa wełnianeczka alpejska (Baeothryon alpinum) i niezwykle rzadkie mchy, a także rosiczka okrągłolistna (Drosera rotundifolia), bagno zwyczajne (Ledum palustre), czy też grzybienie białe (Nymphaea alba).
Z bogatego świata zwierząt występuje tu m.in. gatunek pijawek znany w Europie tylko z kilku stanowisk, oraz ponad 100 gatunków ptaków, w tym 23 gatunki wymienione w załącznikach do Dyrektywy ptasiej 2009/147/WE: nur czarnoszyi, bąk, bocian czarny, bocian biały, łabędź czarnodzioby, trzmielojad, kania czarna, kania ruda, bielik, błotniak stawowy, błotniak łąkowy, żuraw zwyczajny, orlik krzykliwy, rybitwa rzeczna, rybitwa czarna, puchacz, zimorodek, dzięcioł czarny, dzięcioł średni, lerka, muchołówka mała, gąsiorek. Po zachodniej stronie rezerwatu żyje na wolności liczne stado (kilkadziesiąt osobników) żubra (Bison bonasus), sprowadzonego w okoliczne lasy w 1980.
Leży w granicach Obszaru Chronionego Krajobrazu Pojezierze Wałeckie i Dolina Gwdy oraz trzech obszarów sieci Natura 2000: siedliskowych „Jezioro Wielki Bytyń” PLH320011 i „Mirosławiec” PLH320045 oraz ptasiego „Puszcza nad Gwdą” PLB300012.
Rezerwat znajduje się na terenie nadleśnictw Mirosławiec, Wałcz i Tuczno. Nadzór nad rezerwatem sprawuje Regionalny Konserwator Przyrody w Szczecinie. Rezerwat nie ma zatwierdzonego planu ochrony, obowiązują w nim jednak zadania ochronne, na mocy których obszar rezerwatu objęty jest ochroną ścisłą, czynną i krajobrazową.
Jest możliwość objechania rowerem j. Bytyń Wielki. Szlak zielony i czarny.